# Люпфіг
Люпфіг (нім. Lupfig) — громада  в Швейцарії в кантоні Ааргау, округ Бругг.

## Географія
Громада розташована на відстані близько 80 км на північний схід від Берна, 14 км на північний схід від Аарау.
Люпфіг має площу 8,5 км², з яких на 20,8% дозволяється будівництво (житлове та будівництво доріг), 51,2% використовуються в сільськогосподарських цілях, 27,5% зайнято лісами, 0,5% не є продуктивними (річки, льодовики або гори).

## Демографія
2019 року в громаді мешкало 3141 особа (+11% порівняно з 2010 роком), іноземців було 18,8%. Густота населення становила 372 осіб/км².
За віковим діапазоном населення розподілялося таким чином: 18,6% — особи молодші 20 років, 61,7% — особи у віці 20—64 років, 19,7% — особи у віці 65 років та старші. Було 1402 помешкань (у середньому 2,2 особи в помешканні).
Із загальної кількості 2562 працюючих 64 було зайнятих в первинному секторі, 490 — в обробній промисловості, 2008 — в галузі послуг.